# Parti de la gauche démocratique (Slovaquie)
Pour les articles homonymes, voir Gauche démocratique.
Le Parti de la gauche démocratique (en slovaque : Strana demokratickej ľavice, SDĽ) est un ancien parti politique slovaque de centre gauche. 

## Présentation
Héritier en 1990 du Parti communiste de Slovaquie (sk) (Komunistická strana Slovenska, KSS), il a fusionné, au 1er janvier 2005, avec le parti SMER, qui l'a absorbé.
Le 3 mai 2005, un nouveau parti portant le même nom est fondé, notamment par Marek Blaha et Ján Kyselovič.
Il s'est allié pour les élections de 2010 avec le parti des Verts (strana zelených) et obtient 61 137 voix, soit 2,41 % des suffrages exprimés (contre 0,13 % en 2006).